# ملعب ليبرتادوريس دي أمريكا

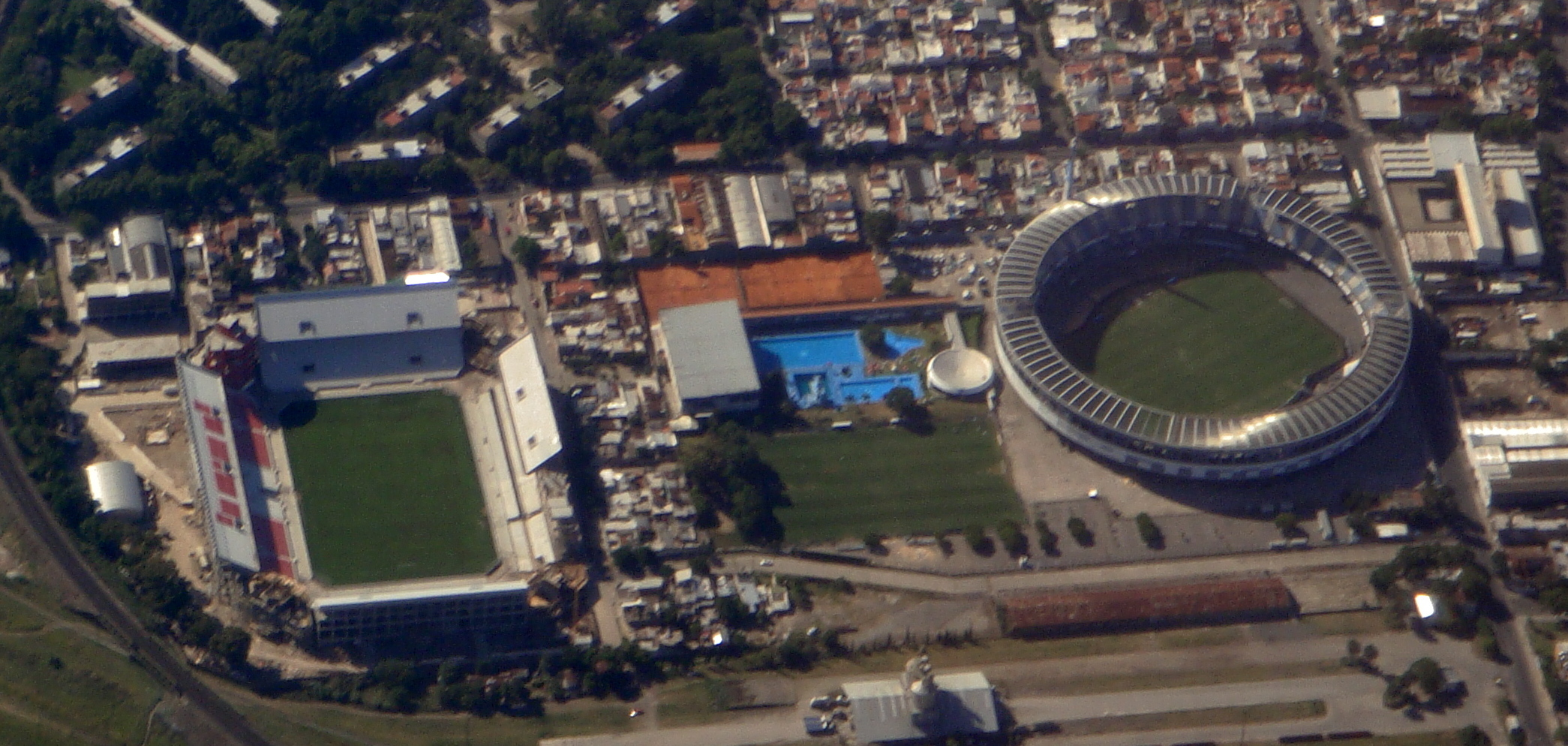

استاد ليبرتادوريس دي أمريكا (بالإنجليزية: Estadio Libertadores de América)‏ هو ملعب كرة قدم يقع في بوينس آيرس، الأرجنتين، يتسع لـ 40,000 متفرج.

## التاريخ
بدأ بناء الملعب في 2007-2009 وافتتح في أكتوبر 28, 2009.